# Хехајшвајлер
Хехајшвајлер (њем. Höheischweiler) општина је у њемачкој савезној држави Рајна-Палатинат. Једно је од 84 општинска средишта округа Југозападни Палатинат. Према процјени из 2010. у општини је живјело 939 становника. Посједује регионалну шифру (AGS) 7340023.

## Географски и демографски подаци
Хехајшвајлер се налази у савезној држави Рајна-Палатинат у округу Југозападни Палатинат. Општина се налази на надморској висини од 344 метра. Површина општине износи 4,4 km². У самом мјесту је, према процјени из 2010. године, живјело 939 становника. Просјечна густина становништва износи 215 становника/km².